# Gli otto cugini
Gli otto cugini o La collina delle zie è un romanzo per ragazzi scritto da Louisa May Alcott nel 1875. Inizialmente comparso a puntate sul St. Nicholas Magazine di Mary Mapes Dodge, venne poi pubblicato da Roberts Brothers.

## Trama
Il libro narra la vicenda di Rose Campbell, una ragazza sola e malaticcia che, dopo essere rimasta orfana, va a vivere a Boston presso le prozie, matriarche della sua facoltosa famiglia. Quando lo zio Alec, medico e suo tutore, rientra dall'estero, si prende cura di lei. Grazie alle sue teorie poco ortodosse circa l'educazione dei figli, Rose ritrova, lentamente, la serenità e la salute, mentre cerca di definire il proprio ruolo in quella nuova famiglia composta da sette cugini maschi e da numerosi zii e zie. Inoltre, la ragazza stringe amicizia con Phebe, la giovane domestica delle prozie, che con il suo atteggiamento allegro a dispetto della povertà, aiuta Rose a capire ed apprezzare la propria fortuna.

## Temi principali
Capitolo dopo capitolo, Rose fa tesoro di quanto accade attorno a lei per fare le scelte giuste ed aiutare se stessa e gli altri.
Avendo perso la madre da piccola, l'adolescente Rose guarda alle numerose zie, alle coetanee e a Phebe come modelli femminili dai quali trarre ispirazione. Al tempo stesso, però, deve confrontarsi con un tutore e sette cugini maschi, nessuno dei quali conosce bene. Per la ragazza, che nella sua vita non ha avuto altre figure maschili oltre il padre, è una situazione del tutto nuova e affascinante.

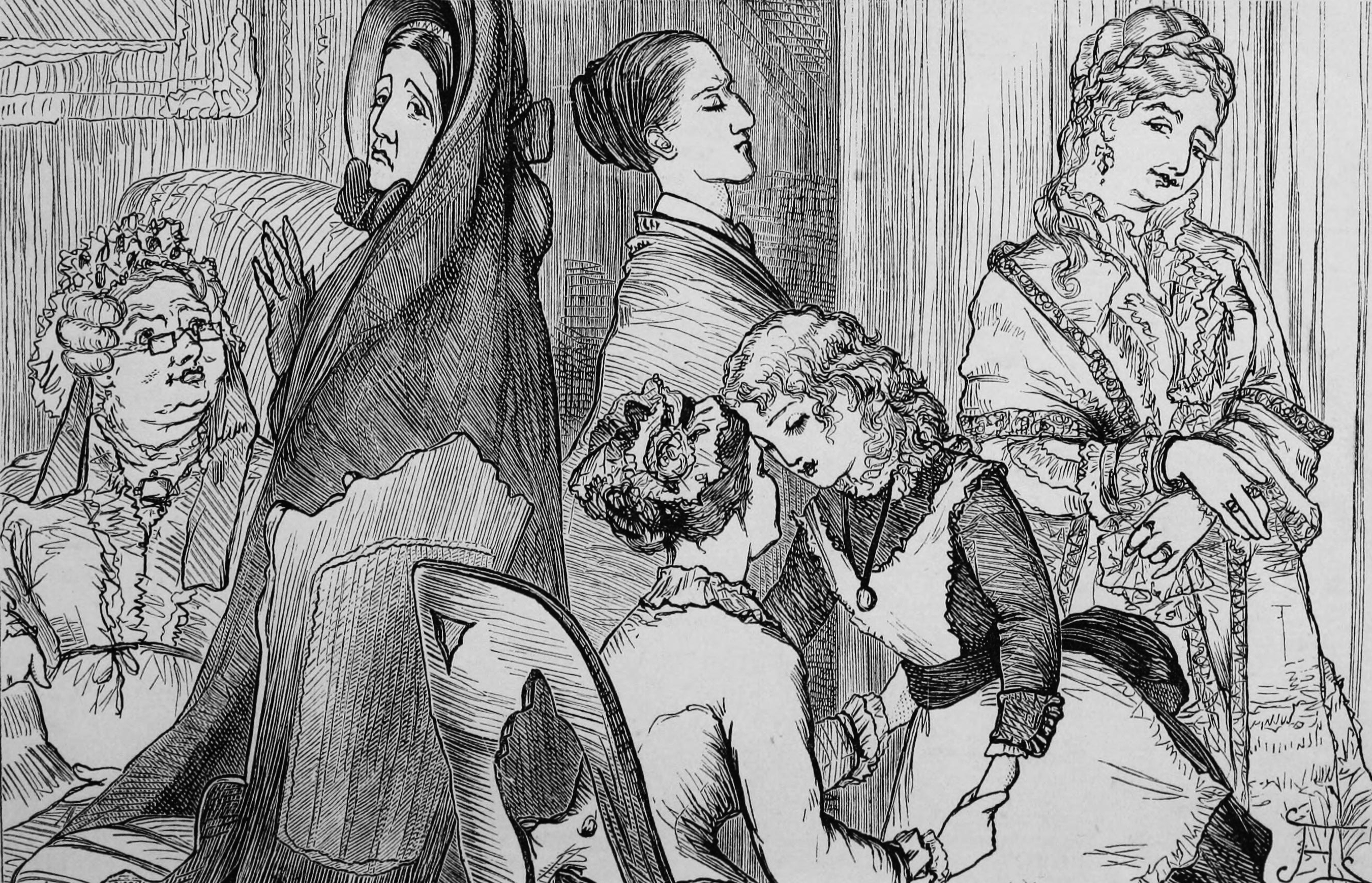
"Rose e le sue Zie", illustrazione frontespizio prima edizione, Roberts Bros, Boston, 1875

La Alcott si serve del romanzo per promuovere quelle teorie educative e quelle idee femministe che si trovano anche in altri suoi libri. Il tono morale è alto: l'autrice condanna il fumo, i libri spazzatura per ragazzi, il ricorso smodato ai medicinali e l'inconsistenza dell'alta moda. Di contro, sottolinea i vantaggi dell'esercizio fisico e di una dieta sana, l'utilità dei rimedi naturali e quanto certe esperienze e conoscenze siano di grande valore tanto per i ragazzi quanto per le ragazze, indistintamente. Ne sono un esempio le lezioni di fisiologia che il dottor Alec decide di dare a Rose: le zie le considerano inappropriate per una ragazza, ma per lo zio, invece, sono importantissime, perché grazie a esse Rose impara a conoscere il proprio corpo e a prendersene cura in modo appropriato.
Se da un lato Rose si prepara per quelli che saranno i suoi compiti di moglie e madre, dall'altro le viene insegnato ad avere il controllo della propria fortuna, così che un giorno possa usarla a beneficio della comunità in cui vive. Scritto in un'epoca in cui solo poche donne avevano il controllo del proprio denaro, dei propri beni o del proprio destino, il ritratto che la Alcott fa di Rose è più rivoluzionario di quanto i lettori odierni riescano a capire.
Nel 1876, al libro fa seguito Rose in fiore, dove si narrano le vicende di una Rose cresciuta, che deve fare i conti con la povertà e la carità, il corteggiamento e il matrimonio, la malattia e la morte all'interno della famiglia.

## Personaggi
I Campbell sono una delle famiglie più facoltose di Boston e hanno origini scozzesi. Sono capitani di mare da generazioni e alcuni commerciano con la Cina.
Rose Campbell: è la protagonista del romanzo, figlia di George Campbell, morto di recente e uno dei sei fratelli Campbell, che sono nipoti di zia Plenty e zia Peace Campbell. Ha 13 anni, è una bambina graziosa e dal carattere dolce, senza alcun talento particolare. Non ha mai conosciuto la madre ed è vissuta lontano dal resto della famiglia Campbell. All'inizio della storia, è in lutto per la morte del padre ed attende con apprensione l'arrivo del suo tutore, quello zio Alec che non ha mai conosciuto.

### Le zie
- Plenty Campbell: Prozia nubile di Rose e matriarca della famiglia. Sempre indaffarata, è lei che manda avanti la casa paterna dei Campbell, “un'imponente vecchia dimora, ricca di curiosi nascondigli, di stanze misteriose e di passaggi segreti.“ Con “finestre [che] si aprivano nei posti più impensabili“, “piccole balconate [che] si protendevano romanticamente sul giardino“ e “una galleria piena di oggetti curiosi provenienti da ogni parte del mondo.“
- Peace Campbell: Infinitamente amata dalla famiglia, è la sorella nubile di Plenty. È invalida e ha una storia tragica alle spalle: il suo promesso sposo morì poche ore prima del matrimonio e fu una tale la tragedia, che la “cara Peace” non si riprese mai.
- Myra Campbell: Vedova di uno dei fratelli Campbell del quale non si pronuncia mai il nome. Myra è un'ipocondriaca cupa ed egocentrica, ossessionata dai medicinali e dalla morte. Il resto della famiglia tollera appena la sua presenza. È l'unica ad aver dato alla luce un'altra bambina, Caroline, morta in tenera età, involontariamente avvelenata dalla madre con l'uso smodato di medicinali fai-da-te.
- Jane Humphries Campbell: moglie dello zio Mac e madre di Mac e Steve. È una zia severa, del tutto priva di senso dell'umorismo e un'accanita sostenitrice dell'istruzione. Nonostante i suoi tanti difetti, è una zia sulla quale si può fare affidamento, e Rose impara a fidarsi di lei.
- Clara Campbell: Moglie di zio Stephen, che è in India. Clara è completamente assorbita dall'alta società di Boston. Già pensa al debutto di Rose nel giro di pochi anni, e segretamente spera che Rose sposi suo figlio Charlie.
- Jessie Campbell: Moglie di zio Jem, un capitano di mare. Ha cresciuto i quattro figli – Archie, Will, Geordie, Jamie – quasi senza l'aiuto del marito. Ferma, saggia e amorevole, è la zia preferita di Rose, che vede in lei una possibile sostituta della madre. Jessie è anche la zia in cui ripone maggior fiducia il tutore di Rose, lo zio Alec.

### I fratelli Campbell, zii di Rose e nipoti di zia Peace e di zia Plenty
- Alec: È il principale personaggio maschile. Ha quarant'anni, è medico sulle navi mercantili, e diviene il tutore di Rose alla morte del fratello George. Non si è mai sposato; nel romanzo si lascia intendere che l'amore della sua vita è stata proprio la madre di Rose, che però sposò il fratello George. Alec ha idee “moderne” circa l'educazione dei figli, e le mette in pratica in un modo così dolce e amorevole che Rose ritrova gradualmente salute e felicità. Le zie non vedono di buon occhio alcune sue trovate ma, col tempo, imparano a fidarsi di lui.
- Mac: Marito di zia Jane e padre di Mac e Steve. Commercia con la Cina e possiede un magazzino pieno di articoli provenienti dall'Asia. Bistrattato dall'arcigna moglie, spende la maggior parte del suo tempo proprio nel magazzino. È molto affezionato a Rose e, segretamente, spera che un giorno sposerà uno dei suoi figli.
- Jem (James): Marito di zia Jessie e padre di Archie, Will, Geordie, e Jamie. Essendo capitano, è sempre via in mare.
- Stephen: Marito di zia Clara e padre di Charlie. Non si dice quale sia la sua professione. Vive in India, forse allontanato da casa a causa dell'eccessiva propensione della moglie per gli impegni sociali.
- George: È il padre di Rose, morto di recente dopo una lunga malattia. Per anni Alec e lui non si parlarono, per via di un litigio (si erano innamorati della stessa donna). Una volta fatta pace, George promise ad Alec che gli avrebbe affidato la figlia, semmai gli fosse successo qualcosa.

Il sesto fratello, il marito deceduto di zia Myra, non viene mai nominato.

### I cugini Campbell, in ordine d'età
- Archibald (Archie): Il figlio maggiore di Jem e Jessie. Ha sedici anni ed è il maggiore dei cugini. Riflessivo e assennato, è considerato da tutti i cugini il Capo. Per Rose è come un fratello maggiore.
- Charles C. (Charlie): Anche conosciuto come il Principe Charlie, il “fiore della famiglia”. Ha sedici anni ed è considerato il più bello, talentuoso e promettente del gruppo. È l'unico figlio di Stephen e Clara. È estremamente viziato dall'indulgente madre, e la sua educazione risente della mancanza di una guida paterna. È particolarmente legato ad Archie.
- Alexander Mackenzie (Mac): Ha quindici anni ed è il figlio maggiore di Mac e Jane. Soprannominato da tutti "Tarlo", per via del suo amore per i libri. È considerato il più saggio e sapiente tra i cugini.
- Stephen (Steve): Ha quattordici anni ed è il fratello minore di Mac. Ha una natura bonaria, anche se i suoi modi ricercati e raffinati gli hanno valso il soprannome di Dandy. Idolatra Charlie e cerca d'imitarlo in tutto, anche se questo non va sempre a suo vantaggio.
- William (Will): Dodici anni, secondogenito di Jem e Jessie.
- George (Geordie): Undici anni, terzogenito di Jem e Jessie.
- James (Jamie): Sei anni, il figlio più piccolo di Jem e Jessie.

### Altri personaggi
- Phebe Moore: Domestica delle prozie. Ha quindici anni ed è una ragazza proveniente dall'orfanotrofio e, all'inizio della storia, è in prova. Stringe amicizia con Rose, che “l'adotta” come una sorella; le insegna a leggere a scrivere. Phebe canta come un usignolo, e ha un carattere retto. Nel corso della storia diviene la cameriera personale di Rose e le viene permesso di andare a scuola. (Al tempo in cui si colloca il romanzo, era inusuale per i membri di una famiglia benestante sviluppare rapporti stretti con “il personale”, questo testimonia il buon cuore e l'animo puro di Rose).
- Debby: Cuoca delle prozie, con un cattivo carattere, ma di buon cuore.
- Annabel Bliss: Amica di Rose. È la migliore ragazza del vicinato, figlia di una importante famiglia di Boston. Le zie pensano che sia una compagnia adatta a Rose, ma la bambina non la può sopportare.

## Edizioni
- Louisa May Alcott, Gli otto cugini, Giunti Kids, 2008,  p. 224, ISBN 978-88-09-05669-5.
- Louisa may Alcott, Gli otto cugini, Vento dell'Est, 2015, p. 260, e-book.